# جورج ك. ساندرسون
جورج ك. ساندرسون (بالإنجليزية: George K. Sanderson)‏ هو عسكري أمريكي، ولد في 9 سبتمبر 1844 في مقاطعة لبنان في الولايات المتحدة، وتوفي في 2 فبراير 1893 في لامبساس في الولايات المتحدة.